# Só Quero Ficar
"Só Quero Ficar" é um single da carreira da cantora pop brasileira Kelly Key, presente em seu primeiro álbum em estúdio, o homônimo Kelly Key. A canção foi liberada como última música de trabalho do projeto em 2 de dezembro de 2002.

## Antecedentes
Em 17 de abril de 2002, Kelly Key havia lançado seu terceiro single, "Anjo". Na mesma época o álbum homônimo Kelly Key havia alcançado as 500 mil cópias vendidas, sendo relançado em versão espanhol, com o título de Kelly Key en Español e no formato de álbum remix, o Remix Hits. Com o sucesso do primeiro trabalho, Kelly estava sob a pressão de sustentar o mesmo desempenho dos singles anteriores, consagrando o primeiro álbum e despontando-o mais. Após algumas apresentações da canção "Cachorrinho", Kelly anunciou em seu site que a canção seria o quarto single oficial do álbum.

## Composição
"Só Quero Ficar" explora o tema do sexo casual e do descompromisso entre os jovens que não pensam em namoro, apenas em beijar, além de explorar o  feminismo, onde a personagem principal quer aproveitar a vida com diversos rapazes sem compromisso, tendo ela o poder de escolher, fechando a canção com uma linha de rap onde a cantora fala sobre as possibilidades da mulher se desenvolver sem um homem: "Eu vou trabalhar / Me dedicar aos estudos / Me estabilizar / Ter meu lugar no mundo / Ser independente financeiramente / Pra não ter que bater na porta de parentes / Eu não quero depender de ninguém".
Composta pela cantora em parceria com o compositor Andinho, trazendo uma sonoridade mesclada entre pop e R&B, a canção se inspira no estilo de música americana como Britney Spears e Christina Aguilera e traz a produção artística de Tom Capone e a produção musical de DJ Cuca e Afegan.

## Lançamento
Liberada às rádios oficialmente em 2 de dezembro de 2002, a canção foi o quinto e último single da divulgação do álbum de Kelly Key, obtendo um grande sucesso.